# Kleinblättrige Stendelwurz
Die Kleinblättrige Stendelwurz (Epipactis microphylla), auch Kleinblättriger Sitter oder Kleinblättrige Sumpfwurz genannt, ist eine Pflanzenart aus der Gattung der Stendelwurze (Epipactis) innerhalb der Familie der Orchideen (Orchidaceae). In Deutschland steht die Orchideenart auf der Roten Liste und wird als "gefährdet" eingestuft.

## Beschreibung

### Vegetative Merkmale
Die Kleinblättrige Stendelwurz ist eine ausdauernde krautige Pflanze. Der aufrechte, violett überlaufene Stängel kann bis zu 50 cm hoch werden und ist in der oberen Hälfte dicht graufilzig behaart. Am Grunde des Stängels sitzen Schuppenblätter, welche zur Blütezeit vertrocknen. Darüber befinden sich für die Gattung verhältnismäßig kleine, gekielte Stängelblätter, die oval-lanzettlich und oft rot-violett überlaufen sind. Der locker aufgebaute Blütenstand ist einseitswendig und nimmt etwa ein Drittel der Pflanzenhöhe ein. Sterile Triebe sind bei dieser Art äußerst selten zu finden.

### Generative Merkmale

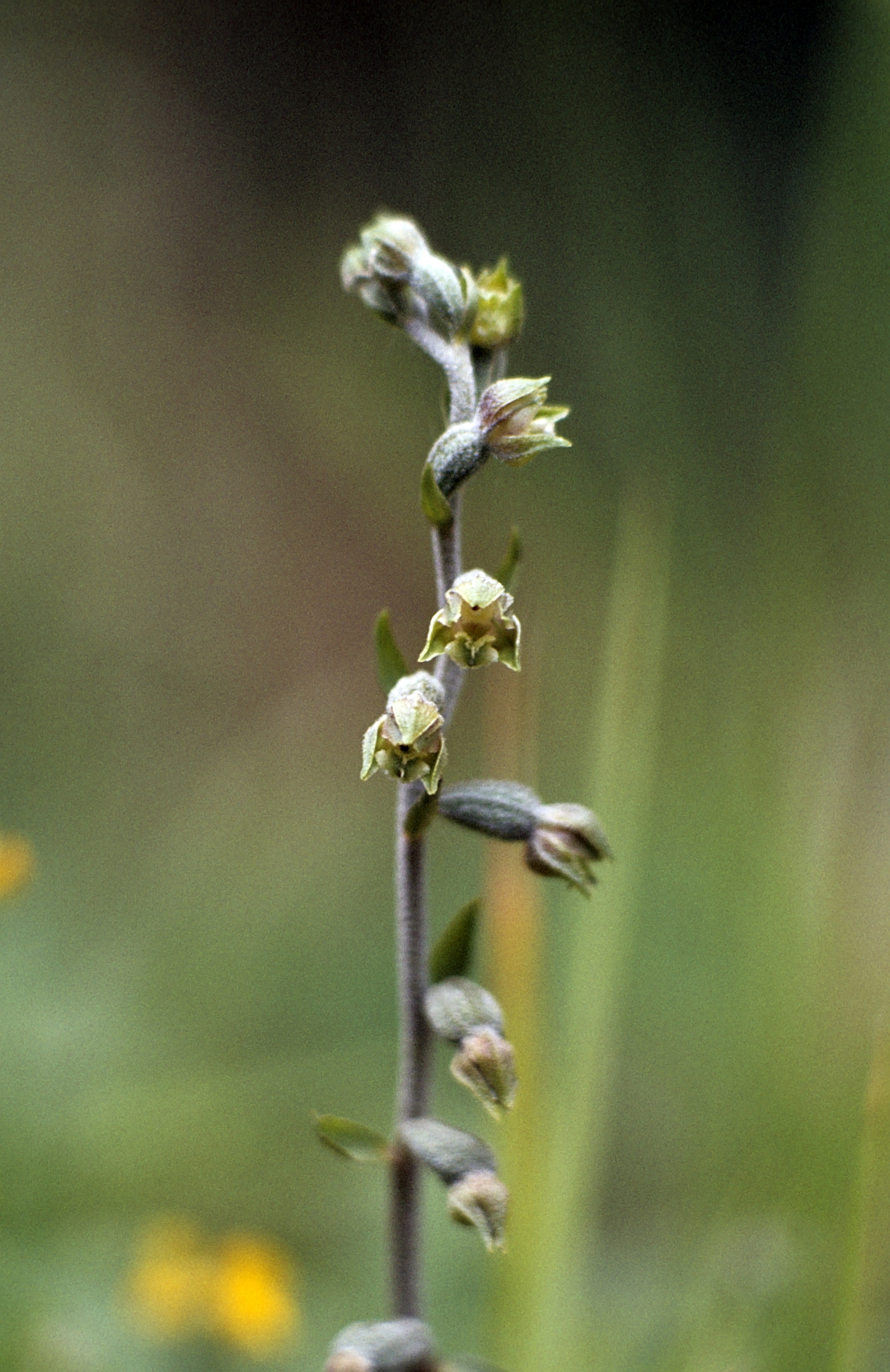
Blütenstand der Kleinblättrigen Stendelwurz

Die kleinen Blüten sind stark nach Vanille duftend und selten weit geöffnet oder ungeöffnet. Die Tragblätter sind länger als die gestielten Blüten. Die zwittrigen Blüten sind zygomorph und dreizählig. Die Blüten sind blassgrün. Die Petalen sind meist violett überlaufen. Das Epichil ist herzförmig mit kräftiger warziger Schwiele an der Basis und drei weiteren warzenartigen Erhebungen. Bemerkenswert sind die sehr großen Kapselfrüchte. Blütenblätter, Fruchtknoten und Stiel sind außen stark behaart.
Die Kleinblättrige Stendelwurz treibt Ende Mai / Anfang Juni aus, blüht von Mitte Juni bis Ende Juli und die Samen reifen ab Anfang August. Käfer und Ameisen besuchen häufig die Blüten.
Die Chromosomenzahl beträgt 2n = 40.

## Ökologie
An der Kleinblättrigen Stendelwurz fällt die geringe Größe der Blätter auf. Die Art bezieht einen Teil der für ihren Stoffwechsel benötigten organischen Substanzen durch die Mykorrhiza und ist mykoheterotroph. Die Wurzeln, verglichen mit dem Rhizom, sind sehr fleischig.
Während der Anthese ist die Rostelldrüse zwar funktionsfähig, aber selten in Gebrauch. Die Kleinblättrige Stendelwurz bestäubt sich also überwiegend selbst (fakultative Autogamie).

## Verbreitung
Das Verbreitungsgebiet der Kleinblättrigen Stendelwurz reicht von Europa bis zum Iran. In Europa kommt sie vor in Spanien, Frankreich, Belgien, Deutschland, Italien, Österreich, Polen, in der früheren Tschechoslowakei, im früheren Jugoslawien, in Ungarn, Rumänien, Bulgarien, Albanien, Griechenland, auf Kreta, Zypern und auf der Krim. In Mitteleuropa ist die Kleinblättrige Stendelwurz insgesamt sehr selten. Ihre Verbreitung konzentriert sich auf den Süden Niedersachsens und Thüringen. Wie alle einheimischen Orchideenarten ist die Kleinblättrige Stendelwurz in Deutschland durch die BArtSchV besonders geschützt.
Die Kleinblättrige Stendelwurz gedeiht vorwiegend in Orchideen-Buchenwäldern (Carici-Fagetum) in Mittelgebirgslagen zwischen 500 und 1000 Metern, seltener auch in Nadelwäldern.
Sie steigt in den Alpen kaum über Höhenlagen 1500 Meter auf. Nach Baumann und Künkele hat die Art in den Alpenländern folgende Höhengrenzen: Deutschland 115–870 Meter, Frankreich 0–1600 Meter, Schweiz 350–1300 Meter, Liechtenstein 520–1045 Meter, Österreich 300–820 Meter, Italien 20–1800 Meter, Slowenien 50–670 Meter. In Gesamteuropa sind die Höhengrenzen somit 0 und 1800 Meter.
Die Kleinblättrige Stendelwurz gedeiht am besten auf kalkhaltigen oder basenreichen mulldurchsetzten Lehmböden. Die Art verträgt keine volle Sonneneinstrahlung.
Die ökologischen Zeigerwerte nach Landolt & al. 2010 sind in der Schweiz: Feuchtezahl F = 3+w+ (feucht aber stark wechselnd), Lichtzahl L = 2 (schattig), Reaktionszahl R = 4 (neutral bis basisch), Temperaturzahl T = 3+ (unter-montan und ober-kollin), Nährstoffzahl N = 3 (mäßig nährstoffarm bis mäßig nährstoffreich), Kontinentalitätszahl K = 4 (subkontinental).

## Taxonomie
Die Kleinblättrige Stendelwurz wurde 1785 durch Jakob Friedrich Ehrhart als Serapias microphylla in Beiträge zur Naturkunde, und den damit verwandten Wissenschaften, besonders der Botanik, Chemie, Haus- und Landwirthschaft, Arzneigelahrtheit und Apothekerkunst Band 4, S. 42 erstbeschrieben. Die Art wurde 1800 durch Olof Swartz in Kongl. Vetenskaps Academiens Nya Handlingar 1800 S. 232 als Epipactis microphylla (Ehrh.) Sw. in die Gattung Epipactis gestellt.